# Betty Wehrli-Knobel
Bettina 'Betty' Wehrli-Knobel (Haslen, 13 juli 1904 - Brissago, 13 februari 1998) was een Zwitserse journaliste, redactrice, schrijfster, feministe en onderwijzeres.

## Biografie
Betty Knobel was een dochter van Melchior Knobel, een bediende, en van Verena Zweifel. In 1936 huwde ze Paul Wehrli, een ingenieur die in 1945 overleed. Nadat ze school had gelopen aan de handelsschool van Neuchâtel volgde ze in Londen een opleiding tot journaliste. Later, van 1931 tot 1936, was ze loopbaanbegeleidster en docent aan een vakschool in Glarus.
In 1935 begon ze verhalen en biografieën te schrijven. Ze publiceerde artikelen in verschillende kranten. Van 1939 tot 1959 was ze hoofdredactrice van de bijlage Die Bündnerin van de krant Neue Bündner Zeitung. Ze was tevens hoofdredactrice van de Schweizerische Kindergarten van 1951 tot 1972 en van het Schweizer Frauenblatt van 1956 tot 1961. Vanaf 1951 was ze als freelancejournaliste aan de slag in Zürich. Ze publiceerde geregeld artikelen onder haar meisjesnaam.
Haar boeken Frauen in unserem Land uit 1970 en Mit Frauen im Gespräch uit 1974 worden beschouwd als standaardwerken over het feminisme in Zwitserland.

## Onderscheidingen
- Prijs van de stad Zürich (1959)
- Ida Somazziprijs (1976)[1]

## Werk (selectie)
- Bis das Christkind kam und andere Weihnachtsgeschichten. Gotthelf, Bern 1935
- Zwischen Tag und Abend (poëzie). Moham, Chur 1935
- Dänische Reisebriefe. Schweizer Spiegel, Zürich 1952
- Zwischen den Welten. Roman. Schweizer Frauenblatt, Winterthur 1959
- Florence Nightingale. Schweizerisches Jugendschriftenwerk (SJW 824), Zürich 1963
- Brig. Roman um ein junges Mädchen. Rotapfel, Zürich 1965
- Junges Mädchen, dein Beruf. Neues schweizerisches Berufswahlbuch (als redactrice). Rotapfel, Zürich 1966, 1969²
- Sensationen der Stille. Rotapfel, Zürich 1968
- Frauen in unserem Land. Begegnungen und Gespräche. Rotapfel, Zürich 1970
- Alpensüdseite. Tessiner Miniaturen. Rotapfel, Zürich 1971
- Mit Frauen im Gespräch. Rotapfel, Zürich 1974
- Hier im Süden. Neue Tessiner Miniaturen. Rotapfel, Zürich 1977
- Der Jahre Bogen (poëzie). Rotapfel, Zürich 1979
- Vergessene Reise? Eine Kindheit im Glarner Hinterland. Neujahrsbote, Linthal 1979
- Im Lande der Kamelien. Begegnungen. Rotapfel, Zürich 1980
- Wegstrecken. Rückschau, Begegnungen, Ausblick. Rotapfel, Zürich 1984